# IrcII
O ircII (pronuncia: irc-two, em português irc-dois) é um programa do tipo cliente IRC usado para bate-papo online no modo IRC. É considerado o mais antigo e ainda em desenvolvimento. Alguns outros clientes são originalmente forks do ircII (como por exemplo BitchX, Irssi e ScrollZ). 
Este cliente IRC é considerado ter um padrão de qualidade da categoria, apesar de outros clientes terem conseguido nos últimos anos uma maior popularidade.

## Detalhes
O ircII é um software livre desenvolvido com a linguagem de programação C, para uso nos sistemas Linux e Windows, para um bate-papo online conectado em um servidor IRC. O ircII foi escrito para ser usado apenas em modo console. Não tem sons, menus, pop-ups, ou qualquer outra funcionalidade gráfica que outros clientes de irc normalmente possuem, como mIRC.